# Немања Драгаш
Немања Драгаш (Београд, 6. јул 1992) српски је књижевник, драмски и аудиовизуелни уметник.

## Биографија
Основну и средњу школу завршио је у Пљевљима (Црна Гора) као добитник дипломе "Луча" и ученик генерације гимназије "Танасије Пејатовић". У децембру 2012. постао је најмлађи члан Удружења књижевника Србије. Члан је Удружења драмских уметника Србије и Центра за драму у едукацији и уметности. Доцент је на предмету Позоришна продукција, на Академији уметности у Београду.
Драгаш је најмлађи учесник престижне књижевне манифестације "50. Књижевни сусрети на Козари". Учесник је и манифестације "49. Драинчеви сусрети песника". Победник је 45. јубиларног Фестивала поезије младих у Врбасу и добитник награде „Станко Симићевић“ за најмлађег финалисту фестивала. Лауреат је 52. Фестивала културе младих Србије и добитник признања“ Тимочка лира“ 2013, које додељује Други програм Радио Београда за најбољег песника фестивала. За књигу поезије "Обећани свемир" добио је књижевну награду "Бранко Марчета" 2016. Године 2019. добија награду "Спасоје Пајо Благојевић" за најбољег младог песника. Лауреат је награде "Милутин Бојић" за 2020. Троструки је добитник плакете Савеза књижевника у отаџбини и расејању за 2013, 2014, као и за 2015. годину, која се додељује књижевнику за изузетна достигнућа и резултате. Године 2016. добија Златну плакету за песму Алмаса у конкуренцији више стотина аутора из земље и иностранства, а 2017. добија Златну плакету за песму "Да ме буде" (Морфијум, 2019). Један је од победника интернационалног књижевног фестивала "Тинк Тенк Таун" 2011. и победник је Фестивала лепе речи у Тителу 2015. 
Дипломирао је Продукцију на Академији уметности у Београду у класи проф. др Дејане Прњат, као студент са просечном оценом 10. Лауреат је Видовданске награде Академије уметности, која се додељује најбољем студенту. Постдипломске студије Теорије драмских уметности и медија завршио је на Факултет драмских уметности у Београду. Новине „Политика“ објавиле су чланак о њему у рубрици „ Ово је била њихова година“ у децембру 2012, уврстивши га у најуспешније младе уметнике Србије. Са четрнаест година, победио је на Државном такмичењу из биологије. Песме су му превођене на немачки, енглески, шпански, македонски, русински и хебрејски језик.
Од  2020. живи у Ростоку и ради у области биотехнологије и генетике. Драгаш често говори поезију других аутора, на: енглеском, италијанском, шпанском, француском, руском, украјинском, турском, јерменском и другим језицима. Препознатљив је и по својој упечатљивој боји гласа (бас-баритон).

## Поезија
Књижевник Горан Лабудовић је у књижевном часопису „Савременик“ написао чланак о његовој поезији, под називом „Осећај коре багрема“, истичући да је Немања Драгаш нешто најлепше што се догодило српској поезији у последњих десет година са аспекта нових књижевних стваралаца. Један је од ретких аутора који су имали прилику да буду гости Андрићграда и представе своје дело. Обећани свемир је књига која је и прва награда Фестивала поезије младих у Врбасу, и са којом Немања Драгаш креће на пут око света, да покаже колико вреди љетова поезија, овог пута као већ афирмисани песник. Драгаш нам доноси свежину стихова, нескривени оптимизам, и ону ведру страну света о којој пише, чак и када су теме тешке, недохватне, негде у дубини бића. Или, ако су теме традиционалне, а дате на нов, свеж начин који је одолео бројним пробама времена.
Фернандо Песоа је записао: Бити песник, то није моја тежња, то је мој начин да будем сам. И Немања Драгаш је сам, насред света, на сред белог листа хартије, кога треба исписати доживљајима и неуобичајеним искуством дајући нам повод за размишљање о сопственој самоћи. Песникова самоћа у односу, интеракцији са окружењем и животом јача песника и пружа му руку на крају песме. Поезија Немање Драгаша лично је искуство, став, закључак, сан, идеја једног младог човека у непоетском времену у коме је чак и етика стављена под тепих приземног биља. Али, он је одолео изазовима тренутних, дневних и нелирских тема. Реч је о поезији која није једносмерна, него се њено кретање одвија у разним правцима. Постоји специфичан флуид чије се кретање условљава најмањим титрајем ветра, а некада тек снажним замасима весла.
Збирка поезије Обећани свемир има четири циклуса: "Не враћај ме" (10 песама), "Сомот и прашина" (10), "Лакше од стварности" (8) и "Четврти зид" (10). Многе речи у њој имају симболички набој.
Драгашева поезија је млада, али не и младалачка поезија. Она која на упечатљив начин показује оно, што делује помало неочекивано - зрелост младости. Душан Стојковић (Књижевни часопис "Жрнов")
Његове песме објављиване су у часописима и зборницима, као што је књижевни магазин за Балкан, часопис „ Авлија“, зборник „Сазвежђа 10“, Диоген про култура магазин, Стремљења, Жрнов, Књижевне новине, часопис „ Траг“, часопис „Весна“, часопис за књижевност, уметност и културну баштину „ Бдење “ 2013, зборник „ Изворник 4“ Књижевног клуба 21 из Смедеревске Паланке, зборник “ Тријумф љубави и вина“ у оквиру манифестације „Дани песме и вина“ у Тополи.

## Делатност у филмској и позоришној продукцији
Драгаш је био координатор програма 20. Битеф Полифоније. Био је члан студентског жирија за избор најбољих студентских филмова светских филмских Академија - “CILECT“ 2012. Учествовао је у организацији 40. Међународног филмског фестивала - ФЕСТ. Његов рад који се тиче критике три Хичкокова филма, објављен је у зборнику радова професора и студената Академије уметности у Београду. Одабран је као студент позоришне продукције за одлазак на Фестивал националних драма - Стеријино позорје 2013. са класом глуме проф. Мирјане Карановић.
Филмови и представе, на којима је Немања Драгаш радио као продуцент: 
- Јами дистрикт псеудодокументарна представа (режија: Кокан Младеновић), део продуцентског и извођачког тима
- И живи(м) сасвим (Експериментални филм)
- Хималаји (Документарни филм)
- Нагон (Студентски филм)
- И кроз грање и небо...
- Чистач[2]
- Гаврило (Наратор и асистент режије)[3]
- Кашика (Филмски фестивал у Каиру и награда на филмском фестивалу у Сан Франциску)[4]
- Хана или Метаморфозис
- Даска која живот значи[5]
- Вече Мике Антића (Мултимедијаллна представа)

## Признања
Лауреат је 7. Међународног фестивала поезије и кратке приче „ Душко Трифуновић“ 2013. Добитник је и прве награде на 5. Међународном фестивалу поезије и кратке приче „ Трифун Димић“ Лауреат је 5. Међународног фестивала поезије и кратке приче „ Магда Симин“ 2013. Лауреат је и 5. Међународног фестивала поезије и кратке приче „Станислав Препрек“ 2013, 3. Мултимедијалног фестивала у Пљевљима 2013, 4. Међународног фестивала књижевности „Војислав Деспотов“ , 5. Међународног фестивала књижевности „Михал Бабинка“, 3. Међународног фестивала „Павле Поповић“ , 5. Међународног фестивала „Јанош Сивери“ 2014, 3. Међународног фестивала поезије и кратке приче „ Раде Томић“ 2014, 1. Међународног фестивала поезије и кратке приче „Жарко Аћимовић“ 2014, 3. Међународног фестивала поезије и кратке приче „Михајло Ковач“ 2014 , 8. Међународног фестивала „Душко Трифуновић“ 2014 , 6. Међународног фестивала поезије и кратке приче „Магда Симин“ 2014, 6. Међународног фестивала поезије и кратке приче „Станислав Препрек“ 2014, 4. Милтимедијалног фестивала у Пљевљима и 5. Међународног фестивала „Војислав Деспотов“ 2014 , 7. Међународног фестивала „Михал Бабинка“ 2015, један од награђених аутора у категорији - најљепши љубавни сонет и циклус сонета на 14. Међународном конкурсу љубавне поезије, Клуба умјетничких душа из Мркоњић Града и један од одабраних аутора на престижном конкурсу часописа „Словословље“ 2015, победник је 4. Међународног фестивала „Павле Поповић“ 2015, фестивала „Јанош Сивери“ 2015, фестивала „Јоан Флора“ 2015, фестивала „Раде Томић“ 2015, фестивала „Михајло Ковач“ 2015.

## Дела
- Фантазија у плавом. 2008.  978-86-87623-09-5.[9]
- Микрофонија зрелости. 2010.  978-86-87623-12-5.[9]
- Обећани свемир. 2014.  978-86-88271-10-3.[10]
- Оковани сатима. 2015.  978-86-903069-8-5.[11]
- Избор из поезије. (нем. Gedichtauswahl) 2016.  978-86-85633-24-9.[11]
- Морфијум.. 2018.  978-86-6135-131-0.
- Антитела. 2020.  978-9940-648-12-1.
- Ego-makete. 2021.  978-86-900651-7-2.